# Jorge Ricardo Farías
Jorge Ricardo Farías (Córdoba, Argentina, 23 de abril de 1957-Atlántico Sur, 9 de mayo de 1982) fue un aviador militar de la Fuerza Aérea Argentina que murió en combate en la guerra de las Malvinas.

## Actuación en el conflicto de Malvinas
El día 9 de mayo de 1982, con condiciones atmosféricas marginales en el teatro de operaciones, el Comando de la Fuerza Aérea Sur emitió la orden fragmentaria 1174. La orden imponía una misión con cuatro aviones A-4C Skyhawk, con indicativo «Trueno» y armados con una bomba de 1000 lb (453,4 kg) cada uno. La misión fue realizar un ataque a objetivo naval. Los pilotos fueron el capitán Jorge Osvaldo García, el teniente Jorge Ricardo Farías, el teniente Jorge Casco y el alférez Gerardo Guillermo Isaac. Despegaron a las 13 h 00 min (UTC-3).
García e Isaac regresaron por fallas en el transvase de combustible. Casco y Farías siguieron con techo de vuelo bajo, lloviznas aisladas y visibilidad marginal. No encontraban al objetivo y preguntaron al oficial de control aéreo táctico (OCAT) sobre la posición del mencionado objetivo. No veían las islas, no tenían enlace y el radar Malvinas no los veía. El OCAT les dijo que estimaba que el objetivo estaba más al este. Así fue que continuaron en vuelo rasante hasta estrellarse contra las islas Los Salvajes, muriendo. La zona donde colisionaron estaba cerca de donde operaba su objetivo: el HMS Coventry.